# Sebastiano Satta

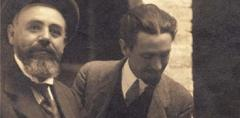
Sebastiano Satta con el escultor Francesco Ciusa

Sebastiano Satta (Nuoro, 21 de mayo de 1867-Nuoro, 29 de noviembre de 1914, fue un poeta, abogado y periodista sardo.
Era hijo del abogado Antonio Satta y de su esposa Raimonda Gungui, quedó huérfano de padre a los cinco años.
Se graduó en derecho en Sassari ejerciendo como abogado penalista en Nuoro. Poeta en lengua sarda e italiana, muy influenciado por Giosuè Carducci,  publicó por primera vez en 1893 mientras hacía el servicio militar y en 1892 fundó y dirigió la publicación L'Isola con Gastone Chiese. Siguió colaborando revistas literarias con versos y publicando dejando aparcada su profesor de letrado tras sufrir una parálisis en 1908.

## Obra
- Versi ribelli, 1893.
- Nella terra dei nuraghes, 1893.
- Primo maggio, 1896
- Ninnananna di Vindice, 1900
- Canti barbaricini, 1910.
- Canti del salto e della tanca, 1924.
- Canti della culla, 1924.